# Lipănești
Lipănești est une commune roumaine du județ de Prahova, dans la région historique de Valachie et dans la région de développement du Sud.

## Géographie
La commune de Lipănești est située dans le centre du județ, sur la rive gauche de la rivière Teleajen, dans les collines du piémont des Carpates, à 3 km au nord de Boldești-Scăeni et à 12 km au nord de Ploiești, le chef-lieu du județ.
La municipalité est composée des quatre villages suivants (population en 1992) :
- Lipănești (1 844), siège de la municipalité ;
- Satu Nou (112) ;
- Șipotu (2 241) ;
- Zamfira (661).

## Politique
| Identité                | Période | Période  | Durée  |
| Identité                | Début   | Fin      | Durée  |
| ----------------------- | ------- | -------- | ------ |
| Robert Viorel Nica (d), | 2004    | En cours | 21 ans |

## Démographie
Lors du recensement de 2011, 96,6 % de la population se déclarent roumains et 1,2 % comme roms (2,12 % ne déclarent pas d'appartenance ethnique et 0,05 % déclarent appartenir à une autre ethnie).
De plus, 94,64 % déclarent être chrétiens orthodoxes et 1,69 % être pentecôtistes (2,29 % ne déclarent pas d'appartenance religieuse et 1,35 % déclarent appartenir à une autre ethnie).

## Économie
L'économie de la commune repose sur l'élevage, l'agriculture, le commerce et l'artisanat.

## Communications

### Routes
Lipănești se trouve sur la route nationale DN1A Ploiești-Vălenii de Munte-Brașov.

### Voies ferrées
Lipănești est desservie par une halte sur la ligne de chemin de fer Ploiești-Măneciu.

## Lieux et monuments
- Monastère de Zamfira, monastère de nonnes datant de 1743.